# Nowe (Kropywnyzkyj)
Nowe (ukrainisch Нове; russisch Новое Nowoje) ist eine Siedlung städtischen Typs im Zentrum der ukrainischen Oblast Kirowohrad mit etwa 8600 Einwohnern (2014).
Nowe gehört administrativ zum Stadtkreis von Kropywnyzkyj und besitzt seit 1977 den Status einer Siedlung städtischen Typs. Die zur Ansiedlung der Arbeiter der nahegelegenen Stahlhütte errichtete Siedlung liegt 14 km westlich vom Stadtzentrum Kropywnyzkyjs. Im Südosten der Ortschaft kreuzen sich die Fernstraße M 12 und M 13 und im Westen der Siedlung verläuft die Territorialstraße T–12–01.
Die Ortschaft hat einen Bahnhof an der Bahnstrecke Snamjanka–Pomitschna.